# Je t'aime... moi non plus
Je t'aime... moi non plus (do francês: ''Amo-te.... tampouco'') é uma canção do cantor e compositor francês Serge Gainsbourg que, apesar de proibida em diversos países, tornou-se um sucesso mundial.

## História
O título da canção foi inspirado por uma citação de Salvador Dalí: “Picasso é espanhol – eu também. Picasso é um gênio – eu também. Picasso é um comunista – eu também não (moi non plus)”.
Serge Gainsbourg escreveu a música em 1967 e, originalmente, foi dedicada a Brigitte Bardot, com quem o cantor teve um rápido relacionamento no final deste mesmo ano. Os dois chegaram a gravar a música num estúdio em Paris, mas na época, Bardot não quis que a música fosse lançada, pois acreditava que poderia trazer problemas para o seu casamento com o bilionário alemão Gunter Sachs.
Algumas outras fontes dizem que a música não foi lançada devido a protestos dos empresários de Bardot, que acreditavam que a letra erótica e o contexto sexual da canção poderiam prejudicar a imagem da atriz, além de pressões do Vaticano, com quem Brigitte Bardot já havia tido problemas no final dos anos 1950, quando a Igreja Católica tentou banir a atriz das telas de cinema por causa suas cenas (mínimas) de nudez e de biquíni em alguns de seus filmes. 
Em 1969, quando já namorava Jane Birkin, Serge Gainsbourg gravou novamente a canção e foi esta a versão que foi lançada e alcançou sucesso mundial e foi banida de diversos países conservadores da época. A versão com Bardot somente foi lançada anos mais tarde, em 1986.

## Controvérsias
Na época de seu lançamento, a música causou uma enorme polêmica pois nenhuma outra canção até então havia representado o sexo de forma tão explícita, nem mesmo em meio a revolução sexual da década de 1960. A música é cantada em sussurros, de modo sugestivo, e a letra evoca o tabu do sexo sem amor. Além disso, Jane Birkin simula um orgasmo durante a canção. Estes foram os principais motivos que fizeram a canção ser banida das rádios da Espanha, Brasil, Islândia, Itália, Polônia, Portugal, Reino Unido, Suécia e Iugoslávia, e ser denunciada publicamente pelo Vaticano.

## Êxito comercial
A música conquistou um gigantesco sucesso apesar da censura que sofreu. Alcançou o posto número 1 em diversas rádios do Reino Unido e em 58 rádios dos Estados Unidos.

## Versões
- 1967 - Serge Gainsbourg e Brigitte Bardot: não disponível até 1986, quando foi lançada pela Philips.
- 1969 - Serge Gainsbourg e Jane Birkin
- 1971 - Frankie Howerd e June Whitfield como "Up je t'aime", uma paródia
- 1972 - Hot Butter (instrumental)
- 1974 - Abigail (atriz)
- 1975 - Judge Dread
- 1977 - Saint Tropez "Je T`aime" nome do álbum
- 1978 - Giorgio Moroder e Donna Summer
- 1981 - Einstürzende Neubauten no disco "Kollaps" aparece etiquetada como "Jet'm"
- 1986 - René e Yvette de 'Allo 'Allo
- 1992 - Chayanne e Natalie como "Exxtasis"
- 1993 - Misty Oldland como "A Fair Affair"
- 1995 - Nick Cave e Anita Lane como "I love you...nor do I"
- 1997 - Cibo Matto
- 1998 - Pet Shop Boys e Sam Taylor-Wood
- 1999 - Vertigogo (Rafa Legísima e Diana García Pelayo)
- 2001 - Sven Väth e Miss Kittin
- 2001 - Vive la Fête (République Populaire)
- 2003 - Kylie Minogue (Como parte promocional de sua marca LoveKylie)
- 2003 - Brian Molko (Placebo) e Asia Argento
- 2004 - Kylie Minogue (Money Can't Buy, cantada com Breathe)
- 2004 - La Costa Brava
- 2006 - Cat Power e Karen Elson
- 2011 - Jason Kouchak
- 2012 - Madonna (cantada no teatro Olympia em Paris)